# 吉田屋文三郎

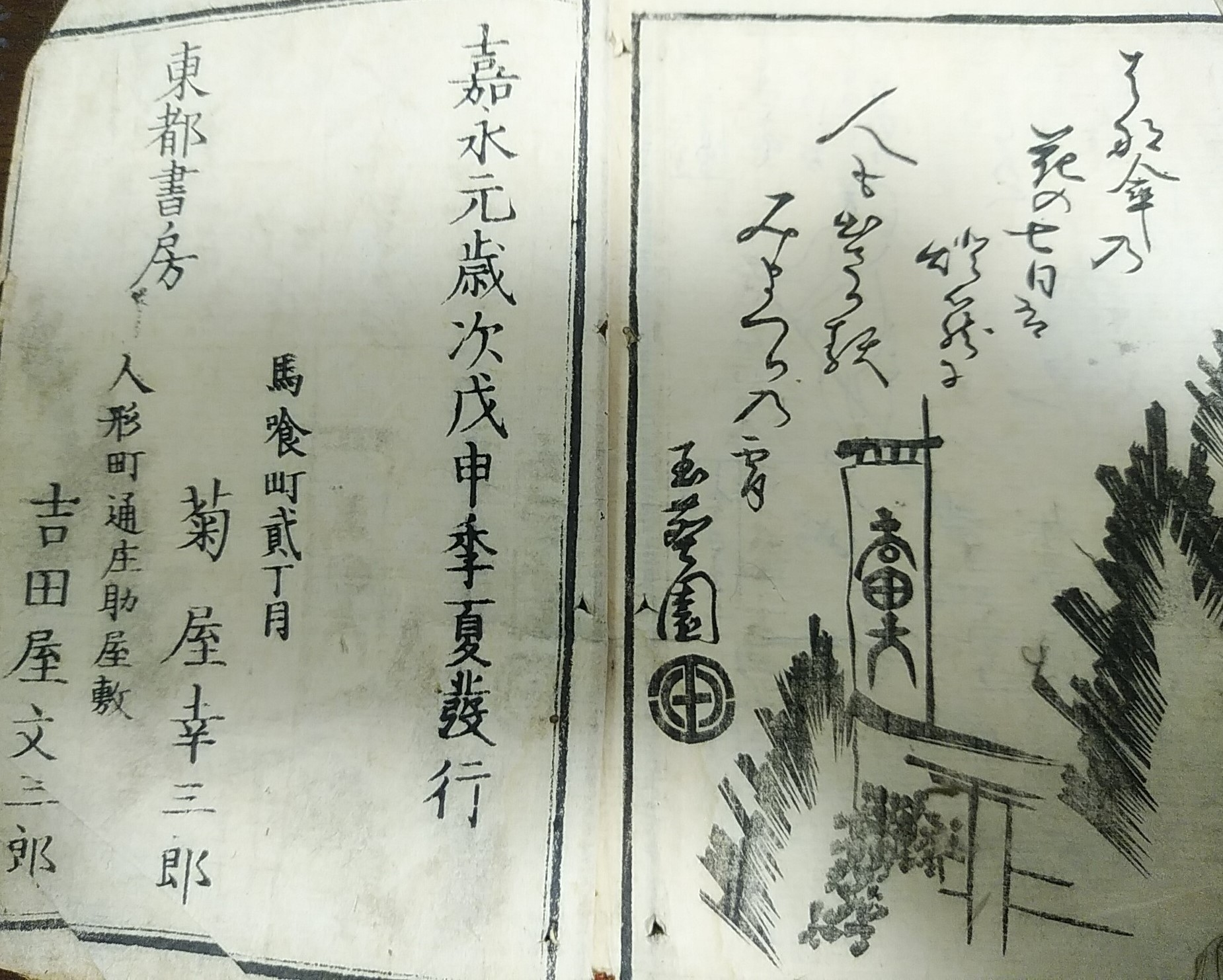
嘉永元年（1848年）発行地口絵手本の奥付

吉田屋 文三郎（よしだや ぶんざぶろう、生没年不詳）は江戸時代から明治時代にかけての書物問屋、地本問屋。

## 来歴
文江堂、玉養堂と号す。木村氏。もとは書物問屋をしており、文化年間から明治期に江戸の人形町庄助屋敷彦右衛門店、後に馬喰町4丁目善右衛門地借において地本問屋を営業している。文久1年（1861年）6月に地本草紙問屋に加入した。高井蘭山作の往来物、歌川広重、歌川国春の絵本、歌川国芳の錦絵などを出版している。

## 作品
- 高井蘭山作 『女消息往来』 往来物 文化11年（1805年）版
- 歌川広重 『絵本江戸土産』 絵本 和泉屋市兵衛、須原屋佐助らと共版
- 歌川国芳 『義士銘々伝』 大判 錦絵揃物 海老林と共版
- 歌川国春『盛衰記絵抄』 絵本 玉塵園雪住抄録 嘉永3年（1850年） ※玉陽斎国春没後の作品
- 『絵入二十四孝修身児訓』 明治16年[1]